# Ernest Burri
Ernest Burri, né le 8 février 1887 à La Chaux-de-Fonds en Suisse et mort le 24 juin 1969 à La Ciotat dans les Bouches-du-Rhône en France, était un aviateur d’origine suisse naturalisé français. Pionnier des hydravions, il fut pilote d'essai pour les Chantiers aéro-maritimes de la Seine (CAMS) fondés en 1920 par son compatriote suisse Laurent-Dominique Santoni. Il fut aussi pilote de records, et se classa à la deuxième place de la Coupe Schneider 1914.

## Distinctions
- Croix de la bravoure (Royaume de Bulgarie)
- Croix du mérite national (Royaume de Bulgarie)
- Chevalier de la Légion d'honneur (France)